# Norges fyra ess

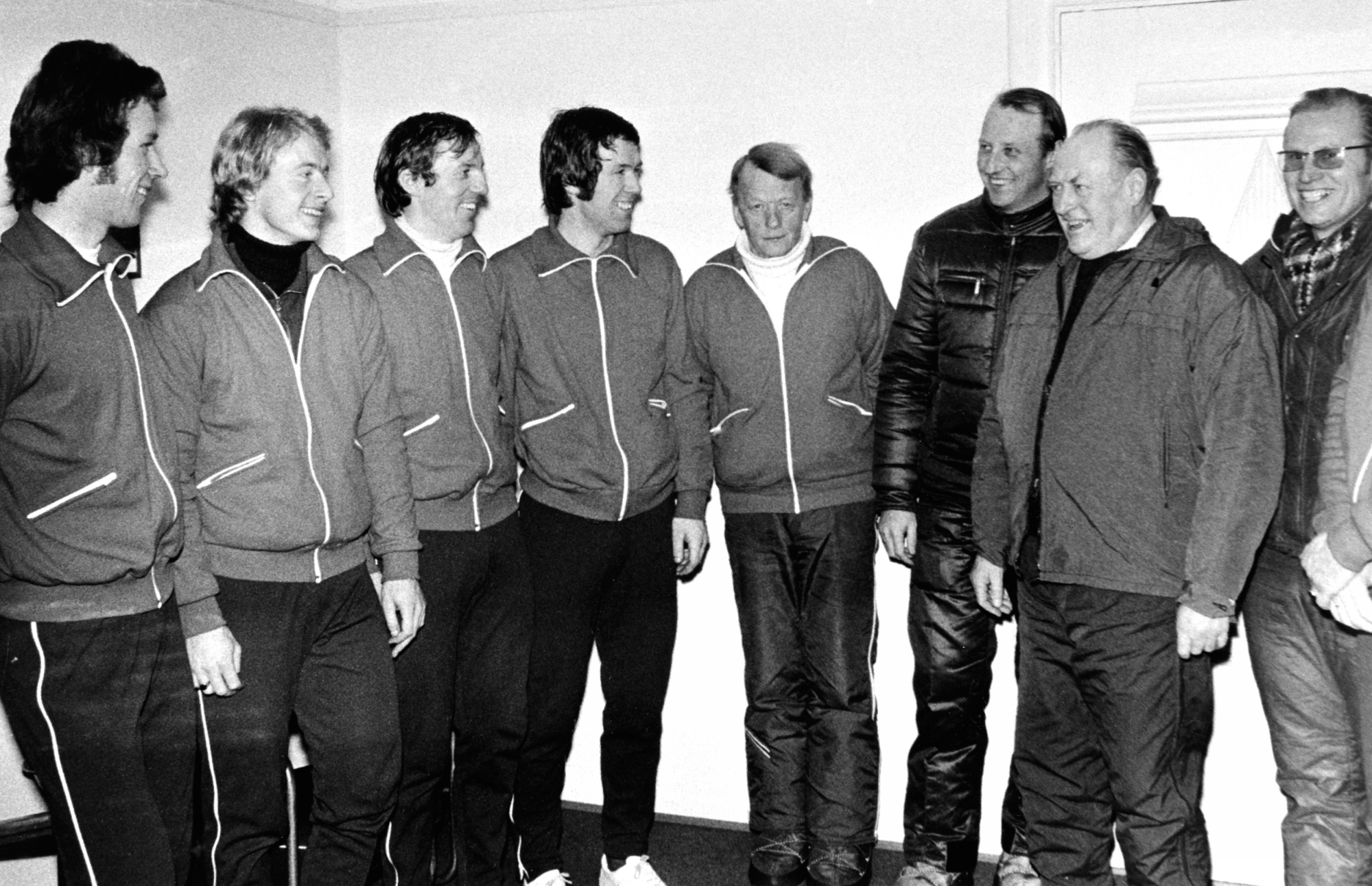
Från vänster: Kay Arne Stenshjemmet, Amund Sjøbrend, Sten Stensen, Jan Egil Storholt, landslagstränare Johs Tenmann, dåvarande kronprins Harald av Norge, kung Olav V av Norge och okänd med glasögon längst till höger i bild.

Norges fyra ess, på norska de fire S-ene, var samlingsnamnet på fyra norska skridskoåkare som tillhörde världseliten under 1970-talet. De fyra, som alla hade efternamn som började på S, var Sten Stensen, Jan Egil Storholt, Amund Sjøbrend och Kay Stenshjemmet. Vid europamästerskapen i skridsko 1976 och 1977 tog dessa skrinnare de fyra första platserna.